# 马尔杜克·泽尔·X
马尔杜克·泽尔·X（约公元前1045年——约公元前1034年在位）（英語：Marduk-zer-X）伊辛第二王朝（即巴比伦第四王朝）的后期国王之一。由于历史文献的损毁，其名字有所残缺。承袭马尔杜克·阿海·埃瑞巴之位。据考古资料记载他在位约十二年。死后由那布·舒穆·里布尔继任君位。